# Emanuel Kišerlovski
Emanuel Kišerlovski, né le 3 août 1984 à Čačak, est un coureur cycliste croate, membre depuis 2013 de l'équipe Meridiana Kamen. Son frère Robert est également coureur professionnel.

## Palmarès sur route

### Par années
- 2002
  - 3e du championnat de Croatie du contre-la-montre juniors
  - 3e du championnat de Croatie sur route juniors
- 2005
  -  Champion de Croatie sur route espoirs
- 2006
  -  Champion de Croatie du contre-la-montre espoirs
- 2007
  - Trofej Učka
- 2009
  - 2e du championnat de Croatie sur route
- 2010
  - Trofej Učka
- 2012
  - Trofej Učka
- 2013
  - Memorijal Zambelli
  - 3e du championnat de Croatie sur route
- 2014
  - Trofej Učka
  - 2e du championnat de Croatie sur route
  - 3e du championnat de Croatie du contre-la-montre
- 2015
  -  Champion de Croatie sur route
  - 3e du Grand Prix cycliste de Gemenc
- 2016
  - 3e du championnat de Croatie sur route
- 2017
  - 3e du championnat de Croatie sur route

### Classements mondiaux
| Année           | 2005 | 2006  | 2007 | 2008 | 2009 | 2010 | 2011 | 2012 | 2013 | 2014 |
| --------------- | ---- | ----- | ---- | ---- | ---- | ---- | ---- | ---- | ---- | ---- |
| UCI Asia Tour   |      |       |      |      |      |      | 198e |      |      |      |
| UCI Europe Tour | 793e | 1332e |      | 650e | 628e |      | 652e | 545e | 625e | 393e |

## Palmarès en cyclo-cross
- 2005-2006
  -  Champion de Croatie de cyclo-cross espoirs
- 2006-2007
  - 2e du championnat de Croatie de cyclo-cross
- 2007-2008
  - 2e du championnat de Croatie de cyclo-cross
- 2008-2009
  -  Champion de Croatie de cyclo-cross